# Nena Ristić
Nena Ristić (in cirillico Нена Ристић) (Belgrado, 16 febbraio 1982) è una modella, showgirl e attrice serba. Vive e risiede a Milano.

## Biografia
Pur essendo nata in Serbia nella capitale Belgrado, Nena Ristić è cresciuta a Berna in Svizzera. Nel 2001, all'età di 19 anni ha frequentato e studiato recitazione a New York presso gli Actors Studio, materia che dopo la proseguirà a Parigi nel 2003 quando comincia a lavorare come modella. Nel 2004 decide di trasferirsi in Italia, dove oltre a continuare la sua attività di modella partecipa ad alcuni spot pubblicitari, oltre a posare nel calendario dell'edizione 2006 di Fox.
Nel 2005 si è dedicata per un breve periodo alla musica, e lo fece facendo la mixer in un gruppo musicale composto solo da modelle, le "Maxim Angels", che venne fondato su iniziativa del mensile Maxim da Charlotte Krona con Patricia Regina (rispettivamente nei ruoli di violinista per la prima, e di vocalist invece per la seconda); con loro ella incide e pubblica l'album intitolato Maxim Tribut Compilation. A causa della sua maternità, Nena lascia il gruppo e viene sostituita da Natalia Dolgova.
L'avventura televisiva di Nena parte all'inizio del 2007, di preciso lavorando come valletta con Camila Morais in Stile Libero Max, programma condotto da Max Giusti su Rai 2. Successivamente passa a Italia 1, dove prima affianca Marco Berry nella seconda edizione di Danger, e poi partecipa in estate alla quarta ed ultima edizione dello street reality On the Road. Ma la sua grande notorietà arriva in autunno su Canale 5, per la quale viene scelta come soubrette (insieme a Vanja Rupena) della quinta edizione di Ciao Darwin, condotto dal duo Paolo Bonolis e Luca Laurenti. Nel 2009 doveva essere una delle concorrenti V.I.P. del nuovo reality show di Canale 5 La Tribù - Missione India, ma a causa della sua mancata organizzazione e programmazione, il programma venne cancellato prima della messa in onda da Mediaset. Nel 2011 esordisce per la prima volta come conduttrice su Class TV Moda, canale satellitare di Sky diretto da Jo Squillo, presentando una rubrica tv estiva chiamata Bikini Desire.
Il suo vero debutto cinematografico avvenne in una pellicola di Luc Besson ma con ruolo minore, mentre nel 2008 ha invece avuto quello maggiore nel film diretto da Ulderico Acerbi A Light of Passion. Infine, sempre nel 2011 fa la sua prima apparizione in un videoclip musicale: quello del brano "Vedo nero" di Zucchero Fornaciari, come protagonista in una delle sei ballerine.
Nel 2017 ha lanciato a Milano la propria linea di moda.

## Carriera

### Programmi TV
- Stile Libero Max (Rai 2: 2007), nel ruolo di valletta
- Danger (Italia 1: 2007), nel ruolo di valletta
- On the Road Extra: A spasso col... Vip[8] (Italia 1: 2007)
- Ciao Darwin - L'anello mancante (Canale 5: 2007), nel ruolo di soubrette
- Bikini Desire (Class TV Moda: 2011), nel ruolo di conduttrice

### Filmografia
- Angel-A, regia di Luc Besson (2005)
- A Light of Passion, regia di Ulderico Acerbi (2008)

### Calendari
- 2006 - Calendario per Fox
- 2006 - Calendario per De Nardi (insieme a Eva Collini, Belén Rodríguez ed Ainett Stephens)
- 2008 - Calendario per Matrix
- 2009 - Calendario per Fapim